# Caroline Weldon
Pour les articles homonymes, voir Weldon.
Caroline Weldon, pseudonyme de Carolina Faesch, née le 4 décembre 1844 à Bâle et morte le 16 mars 1921 à Brooklyn, est une médiatrice suisso-américaine dans la politique indienne aux États-Unis, plus précisément avec les Sioux.
Également artiste peintre, elle est l'auteur de deux portraits de Sitting Bull.

## Biographie

### Origines, jeunesse et famille
Carolina Faesch naît Susanna Carolina Faesch le 4 décembre 1844 à Bâle, dans le quartier du Petit-Bâle (de). Elle est originaire du même lieu. Son père, Johann Lucas Faesch, est capitaine de milice et garde-champêtre ; sa mère, née Anna Maria Barbara Marti, est originaire du canton de Glaris,. Carolina est la benjamine de trois enfants.
Encore jeune enfant, elle déménage avec sa mère en 1849 à Biederthal, en Alsace, en raison de la séparation de ses parents, puis en 1852 à Brooklyn, où sa mère rejoint son nouveau compagnon, le médecin Karl Valentiny, originaire de Dortmund en Rhénanie-du-Nord-Westphalie. Celui-ci adopte Carolina.
Revenue en Suisse en 1863 à la suite des émeutes dites de la conscription à New-York (Draft Riots) pendant la Guerre de Sécession, elle retourne aux États-Unis en 1865. L'année suivante, elle épouse en 1866 Claude Schlatter, médecin, dont elle se sépare en 1876 et divorce en 1883.
Elle élève seule son fils, Christie, né en 1877 de sa relation avec un homme marié, Christopher Stevenson,, et travaille jusqu'à la mort de sa mère et l'héritage qui en découle dans une entreprise de tricotage. Christie meurt de septicémie en 1889.

### Médiation dans les relations avec les Amérindiens

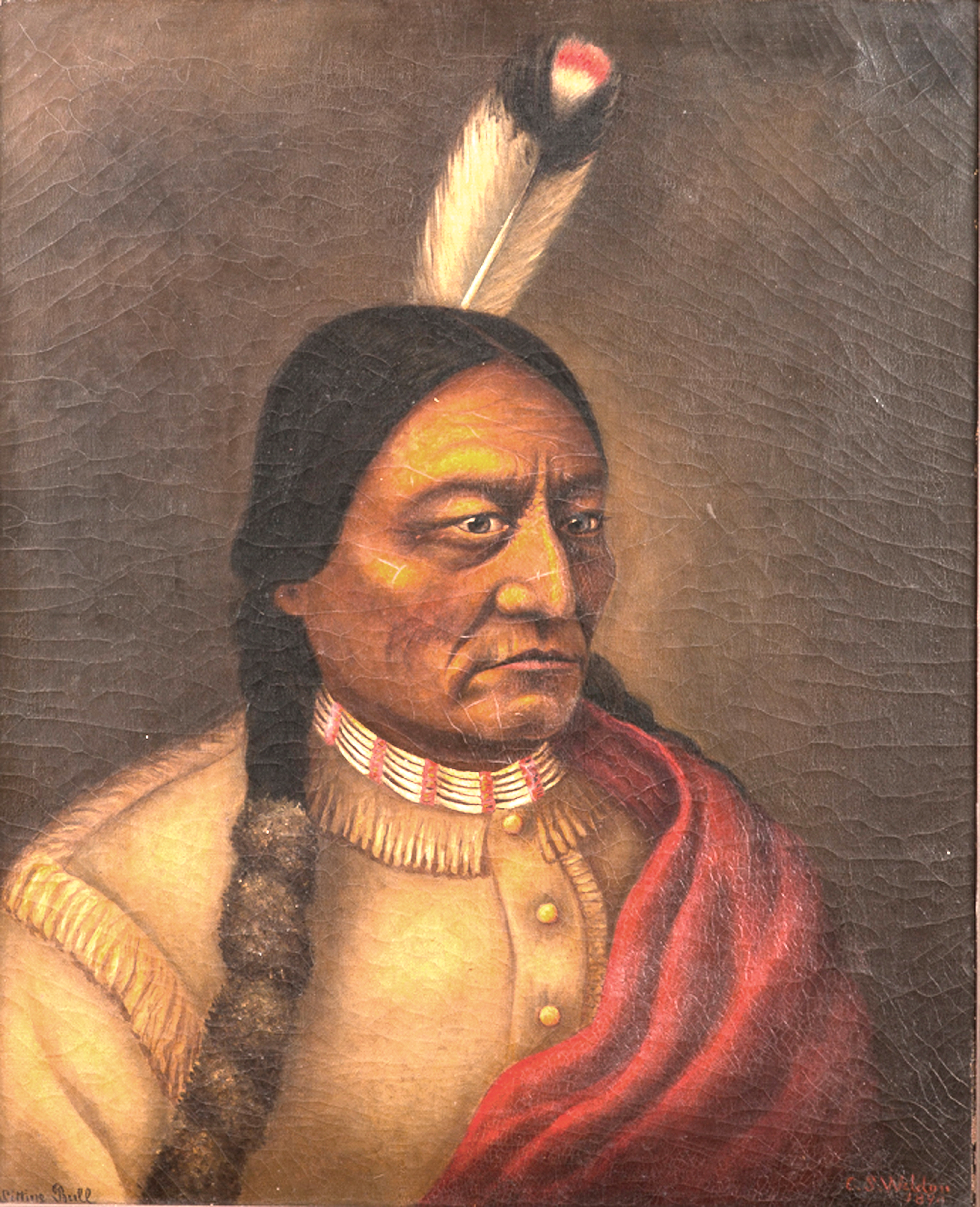
Portrait de Sitting Bull par Caroline Weldon, peinture à l'huile, 1890.

Carolina Faesch commence à s'intéresser à la politique indienne aux États-Unis à la suite d'une rencontre avec un autochtone alors qu'elle est encore adolescente. Son intérêt pour les Hunkpapas et leur chef Sitting Bull date de 1874, lorsqu'une expédition menée par George Armstrong Custer découvre des gisements aurifères dans les Black Hills, une chaîne de montagnes sacrées pour les Sioux, et que le gouvernement américain viole les traités conclus avec les autochtones qui y avaient été déplacés.
Libérée des contingences financières grâce à l'héritage de sa mère, elle se rend pour la première fois dans le Territoire du Dakota vers 1888. Elle rejoint sous le nom de Caroline Weldon la National Indian Defense Association (Nida), fondée par des quakers. L'association défend les droits des populations autochtones et dénonce de nombreux abus tout en travaillant à leur assimilation dans la communauté chrétienne des colons (la propriété individuelle devait remplacer la propriété collective traditionnelle et inciter de la sorte les autochtones à abandonner leur culture et leur mode de vie pour devenir des fermiers).
Caroline Weldon représente la Nida dans le territoire du Dakota et conseille Sitting Bull. En 1889, elle soutient les Hunkpapa dans leurs négociations avec le gouvernement pour se voir attribuer des terres à la suite du Dawes Act. Elle vit à partir de 1890, lors de sa troisième visite dans la réserve, dans la hutte de Sitting Bull. Elle doit surmonter à plusieurs reprises les oppositions des « agents indiens » et faire face à des articles de presse calomnieux, qui la qualifient de white squaw of Sitting Bull, soit sa maîtresse.
Elle informe pendant toute cette période la Nida et des journalistes new-yorkais des conditions de vie des Hunkpapa, qui souffraient de la famine et se défendaient contre la destruction de leurs moyens de subsistance à travers la Danse des Esprits.

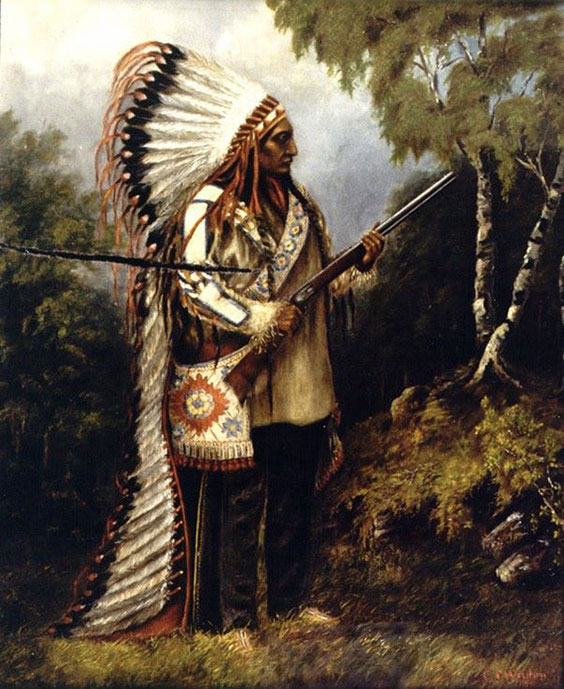
Portrait de Sitting Bull par Caroline Weldon, 1890.

Caroline Weldon doit quitter le territoire du Dakota après que Sitting Bull lui retire sa confiance. Lors du voyage de retour, son fils meurt de septicémie. Anéantie, elle adressa des lettres au chef sioux, le conjurant d'éviter le conflit avec les autorités.

### Peinture
Elle est l'auteur en 1890 de deux portraits de Sitting Bull (deux autres ont disparu). Le premier fait partie d'une collection privée ; le second, qui était en possession de Sitting Bull le jour de sa mort, est exposé au North Dakota Heritage Center (en) à Bismarck.

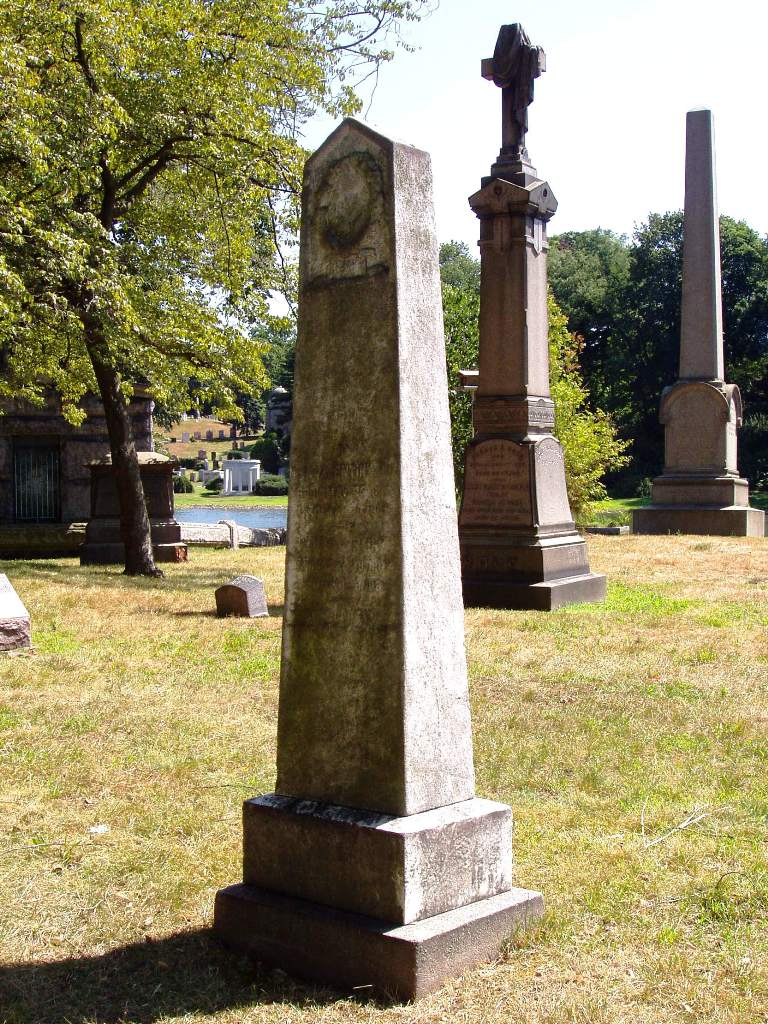
Pierre tombale de la famille Weldon au Greenwood Cemetery.

### Fin de vie, mort et sépulture
Sa santé se dégrade à partir de 1916. Elle meurt le 16 mars 1921 à Brooklyn, à l'âge de 76 ans, des suites de graves brûlures lors de l'incendie de son appartement,.
Sa sépulture se trouve au Greenwood Cemetery à New-York.

### Influence et postérité
Grâce au constant travail de médiation de Caroline Weldon, la presse, dans l'est des États-Unis, se montre de plus en plus objective et diversifiée sur les relations avec les Amérindiens. Caroline Weldon utilise ses contacts pour essayer de contribuer à appréhender la situation des populations natives dans le Dakota du Sud, mais sans grand succès. Celles-ci n'obtiennent en effet aucun droit à la souveraineté.
Les autochtones, dont Sitting Bull, l'auraient surnommée Tokaheya máni win (« la femme qui va de l'avant »). Ce dernier l'aurait même demandée en mariage,.
Les notes de Caroline Weldon reflètent une vision nuancée de la politique indienne aux États-Unis et des personnalités indépendantes des chefs, sans glorification simpliste ni vision unilatérale des victimes.
La réception littéraire et cinématographique de sa vie est notable, même si elle revêt parfois un caractère dithyrambique.

## Filmographie
- Woman Walks Ahead de Susanna White